# Suncus hututsi
Suncus hututsi (лат.) — вид млекопитающих семейства землеройковых (Soricidae). Известен из небольшой части гор тропической Африки.

## Таксономия
Назван в честь хуту и тутси, двух основных этнических групп Бурунди, где этот вид был впервые обнаружен.

## Распространение и среда обитания
Известен в Бурунди и Уганде, потенциально может быть найден в Руанде и Демократической Республике Конго. Считается, что является эндемиком горных лесов Альбертинского рифта. Впервые был собран и описан в Национальном парке Кибира, Бурунди.

## Описание
Это тёмноокрашенный вид, меньше, чем карликовая бурозубка (Suncus infinitesimus), и немного больше, чем карликовая бурозубка Реми (лат. Suncus remyi). У него редуцированный венечный отросток и очень короткий верхний ряд зубов.

## Статус
МСОП относит к видам не вызывающих опасения. Он может находиться под угрозой из-за вырубки лесов и вторжения человека в его среду обитания из-за местных гражданских беспорядков. Его типовое местообитание в Национальном парке Кибира пострадало от гражданской войны в Бурунди.